# Sport, sport, sport
Pour plus de détails, voir Fiche technique et Distribution.
Sport, sport, sport (Спорт, спорт, спорт) est un film documentaire soviétique réalisé par Elem Klimov et sorti en 1970. 
Le film combine des scènes de fictions, des épisodes documentaires sur des athlètes soviétiques et étrangers, des séquences d'actualités et des déclarations sur le sport faites par des personnes célèbres (notamment Bella Akhmadoulina, Daniel Olbrychski, Vadim Siniavski (ru) et d'autres). Le poème de Bella Akhmadoulina « Tu es un être humain ! Tu es un chouchou de la nature... » et « Voici un homme qui s'est mis à courir... » est interprété par elle-même dans le film.
Le rôle du vieux masseur Oncle Volodia est devenu le seul grand rôle de Gueorgui Svetlani (ru), considéré comme le « roi du sketch » au cinéma. Des acteurs tels que Nikita Mikhalkov, Boris Romanov (ru), Igor Klass (ru), la réalisatrice Larissa Chepitko, le scénariste Guerman Klimov (ru) et d'autres apparaissent dans les sketches de fiction du film.
Elem Klimov a beaucoup travaillé sur le thème du sport dans les dernières années de sa vie, en préparant un projet de long métrage documentaire en 12 parties intitulé Спорт и кино, Sport i kino (litt. « Sport et cinéma »).
Lors de sa première diffusion dans les salles de cinéma, le film contenait un petit extrait de la chanson I Should Have Known Better interprétée par les Beatles. Cependant, ce fragment a été rapidement coupé. Pour de nombreux citoyens de l'URSS, c'était la première fois qu'ils voyaient Paul McCartney, John Lennon, George Harrison et Ringo Starr au cinéma.

## Synopsis
Les phrases suivans sont mises en exergue au film :
« Несколько историй, происходящих на арене стадиона, на трибунах и под трибунами.
С буднями спорта и его легендами вас познакомят настоящие спортсмены, тренеры и болельщики.

К рассказам старого массажиста просим относиться бдительно. »
« Plusieurs histoires qui se déroulent dans l'arène du stade, dans les tribunes et sous les tribunes.
De vrais athlètes, entraîneurs et supporters vous feront découvrir le quotidien du sport et ses légendes.

Soyez attentifs aux récits d'un vieux masseur. »
Le film se déroule dans les stades de Moscou, Philadelphie, Stockholm et Mexico, dans les stades du futur aussi bien que ceux du lointain passé. En utilisant des images d'archive provenant d'événements sportifs réels et en l'accompagnant de courtes histoires racontées dans l'esprit de la pantomime et du ballet, le film montre l'histoire du sport et son avenir, le lien entre le sport et la politique, l'art et l'éthique.....
L'intrigue du film est inspirée des récits d'un vieux masseur, l'oncle Volodia, qu'il raconte aux jeunes athlètes qui s'entraînent au centre sportif. Selon lui, l'oncle Volodia a entraîné le célèbre coureur Jean Bouin avant la Première Guerre mondiale. Lors du championnat de Londres, il a aidé le boxeur soviétique poids lourd à perdre 13 kg et à passer dans la catégorie poids léger. Pour encourager le jeune boxeur en perte de vitesse, l'oncle Volodia raconte le combat entre le marchand Kalachnikov et Kiribeïevitch. Il parle également du sport du futur, lorsque le sport sera inséparable de l'art, qu'il n'y aura ni vainqueur ni gagnant, et que la place principale sera occupée par le massage.
Les récits de l'oncle Volodia sont entrecoupés d'images d'actualité et d'anecdotes sur l'histoire du sport : comment, aux Jeux olympiques d'été de 1936 à Berlin, l'Afro-Américain Jesse Owens a remporté quatre médailles d'or et s'est attiré les foudres d'Hitler ; comment, lors de la course de 10 000 mètres en 1959, l'athlète américain Bob Soth a frôlé la mort en raison de la déshydratation causée par la chaleur ; comment l'athlète soviétique du saut en hauteur et auteur de plusieurs records du monde Valeri Broumel n'a pas craqué et a continué à sauter après un grave accident.

## Fiche technique
- Titre français : Sport, sport, sport[2]
- Titre original : Спорт, спорт, спорт[3],[4],[5],[6]
- Réalisation : Elem Klimov
- Scénario : Guerman Klimov (ru)
- Photographie : Boris Brojovski (ru), Iouri Skhirtladze, Oleg Zgouridi
- Montage : Valéria Belova, G. Ginzbourg
- Musique : Alfred Schnittke
- Société de production : Mosfilm
- Pays d'origine :  Union soviétique
- Langue originale : russe
- Format : couleurs - Son mono
- Genre : Film documentaire
- Durée : 85 minutes
- Dates de sortie :
  - Union soviétique : 22 septembre 1970

## Distribution
- Gueorgui Svetlani (ru) : Oncle Volodia
- Nikita Mikhalkov : Kiribeïevitch
- Boris Romanov (ru) : Kalachnikov
- Igor Klass (ru) : Ivan le Terrible
- Larissa Chepitko : la reine
- Bella Akhmadoulina
- Vladimir Andreïev
- Valeri Broumel
- Rolan Bykov
- Zinovi Guerdt
- Guerman Klimov (ru)
- Evgueni Matveïev
- Elena Novojilova